# Zwartebroek
Zwartebroek is een dorp in de gemeente Barneveld, in de Gelderse Vallei van de Nederlandse provincie Gelderland. Het dorp heeft 1.590 inwoners (2023). Anderhalve kilometer ten zuiden van Zwartebroek, ligt het oudere Terschuur en drie kilometer ten westen ligt het dorp Hoevelaken. 
In 1840 had Zwartebroek 90 huizen met 596 inwoners. Hoewel Zwartebroek daarmee iets kleiner was dan het dorp Voorthuizen, werd het bij de Volkstelling van 1840 gezien als een buurtschap onder Voorthuizen. Door het CBS wordt Zwartebroek aangemerkt als een 'buurt' van de 'wijk' Voorthuizen. Tot 2012 viel een gedeelte van de buurtschap Appel onder Zwartebroek. 
Door de nauwe banden met Terschuur worden de dorpen samen ook wel aangeduid als Terbroek. De ongeveer 1300 inwoners wonen verdeeld over ongeveer 500 huizen.

## Turfwinning
In de 12e eeuw werd begonnen met de ontginning van het gebied. De ontwatering maakte dat een recht wegenpatroon werd aangelegd. Net zoals het naburige Nijkerkerveen, is Zwartebroek ontstaan als gevolg van de veenontginning.
De ontwatering vond plaats vanuit de Bellemansbeek. De Bellemansbeek werd gegraven om het westelijke deel van het Zwartebroek te
ontwateren. De eerste boerderijen stonden dan ook direct aan deze wetering. De inwoners van het natte moerasstreek leefden eeuwenlang van het turf steken in het veen. Bij de kruising van de Damweg en de Platanenstraat staat een monument van een turfsteker, als verwijzing naar dit turfverleden. Na de bouw van de Hervormde kerk in 1850 ontwikkelde de nederzetting zich tot een dorp.

## Geschiedenis
In schriftelijke bronnen wordt het gebied voor het eerst genoemd in 1132. In dat jaar verleende de Utrechtse bisschop Andreas vergunning
tot ontginning. Het Klooster in Elten had hier uitgestrekte eigendommen. De door Zwartebroek lopende Vrouwenweg voerde naar de vrouwen-goederen, de vrouwenhoeve, en ’t vrouwen-veen. In de periode 1459-1470 wordt de ligging van het gebied beschreven als 'gelegen aan het Grauwe Veen'. Het Grauwe Veen lag waarschijnlijk in het gebied van Nijkerkerveen en Holkerveen. In de jaren daarna wordt de naam geschreven als Swartebroeck (1650), Het Swarte Broek (1802-1812) en vanaf 1840 als Zwartebroek. De naam is een combinatie van zwart 'met een zwarte kleur' en broek 'laag moerassig land'. De donkere kleur van de broek is een verwijzing naar een laag stuk land dat regelmatig overstroomt. In 1890 werd het broekland ook wel aangeduid als moerasveen. De wild begroeide broekgebieden bestonden voornamelijk uit kreupelhout en riet. De vele beekjes die door het gebied liepen traden vaak buiten hun oevers en zorgden voor moerassige omstandigheden.

## Kerkgebouwen
De Hervormde kerk van de Hervormde Gemeente Zwartebroek - Terschuur uit 1957 is de opvolger van de eerste hervormde kerk uit 1850. Bij de kerk horen het verenigingsgebouw De Hof (1983) en de pastorie uit 1947.  
Bij de sloop in 1966 van de eerste Gereformeerde Kerk bleef de toren uit 1925 bewaard. De toren werd in 1966 verwerkt in de huidige Gereformeerde kerk. 

## Gemeenschap
Aan de Eendrachtstraat staat dorpshuis De Belleman.
Bij het Millenniumfeest 2000 ontstond de 'Stichting Terbroek'. De stichting organiseert gezamenlijke activiteiten van Zwartebroek en Terschuur. Het logo van de stichting bestaat dan ook uit twee beelden uit de dorpen: De Turfsteker in Zwartebroek en de Voerman met zijn paard uit Terschuur. Plaatselijk Belang Zwartebroek-Terschuur komt sinds 1925 op voor de belangen van beide dorpen. 
In het buitengebied van de beide dorpen is het Terbroeksepad (11 km) uitgezet. Dit elf kilometer lange wandelpad voert door het oude slagenlandschap langs water, oude veengaten, elzenbroekbos, door weilanden en langs oude stegen (landweggetjes).

## Bekende inwoners
- Gerrit van den Born (1910-1954), verzetsstrijder
- Charles Zwolsman (1955-2011), drugshandelaar

## Straten
Zwartebroek telt 26 straten (2020):
- Albert van Meerveldstraat - verzetsman Albert van Meerveld
- Bellemanweg - een bellenman is een Middeleeuwse omroeper. De Bellemansbeek is een aftakking van de Klaarwaterse beek die het Zwartebroek in loopt. De ontginning van Zwartebroek begon vanaf de Bellemanbeek.
- Blankenhoefseweg - boerderij Blankenhoef beschreven als Willem van Blanckenhoeff en Jan Hendricks Slechtenhorst daer van heeft Wouter Lamberts in pacht huijs en hoff
- Buntveenweg - woonwijk Dwarsakker[5] ; veenderij Buntveen
- Damweg - richting Nijkerkerveen
- Delderveenweg - woonwijk Dwarsakker; veenderij Delderveen
- Diepenrustweg - verbindt de Zelderseweg met de Leemweg
- Domeinenveenweg - woonwijk Dwarsakker; veenderij Domeinen
- Ds J.R. Sybrandistraat - J.R. Sybrandi (1903-1990) was de eerste gereformeerde predikant van de kerk te Zwartebroek
- Ds W.L. Mulderstraat - hervormd predikant W.L. Mulder
- Eendrachtstraat - woonwijk Dwarsakker; veenderij Eendrachtveen; in de richting van Terschuur
- Eikendalsveenweg - woonwijk Dwarsakker; veenderij Eikendalsveen
- Jan Landmanstraat - zijweg Delderveenweg
- Koperweg - middeleeuwse boerderij De Koper. Van Peerweg naar Vossenweg
- Leemweg - richting Terschuur
- Overbekerweg - veldnaam Overbeek
- Peerweg - peer, vrucht; ,ook boerderij De Peer; zijstraat Zelderseweg
- Platanenstraat - weg richting Hoevelaken
- Ravensgoedseweg - boerderij Ravensgoed
- Rondweg - noordwest van de Platanenstraat
- Veenburgerweg- zijweg van de Damweg
- Vellengastraat -  S. Vellenga (1921-1927), hoofd der school
- Vossenweg - van Wielweg naar de Blokhuizersteeg
- Vrouwenweg - verwijst naar het klooster van Elten dat invloed en bezittingen had in dit gebied
- Wielweg - richting Appel
- Zelderseweg - middeleeuwse boerderij Zeller

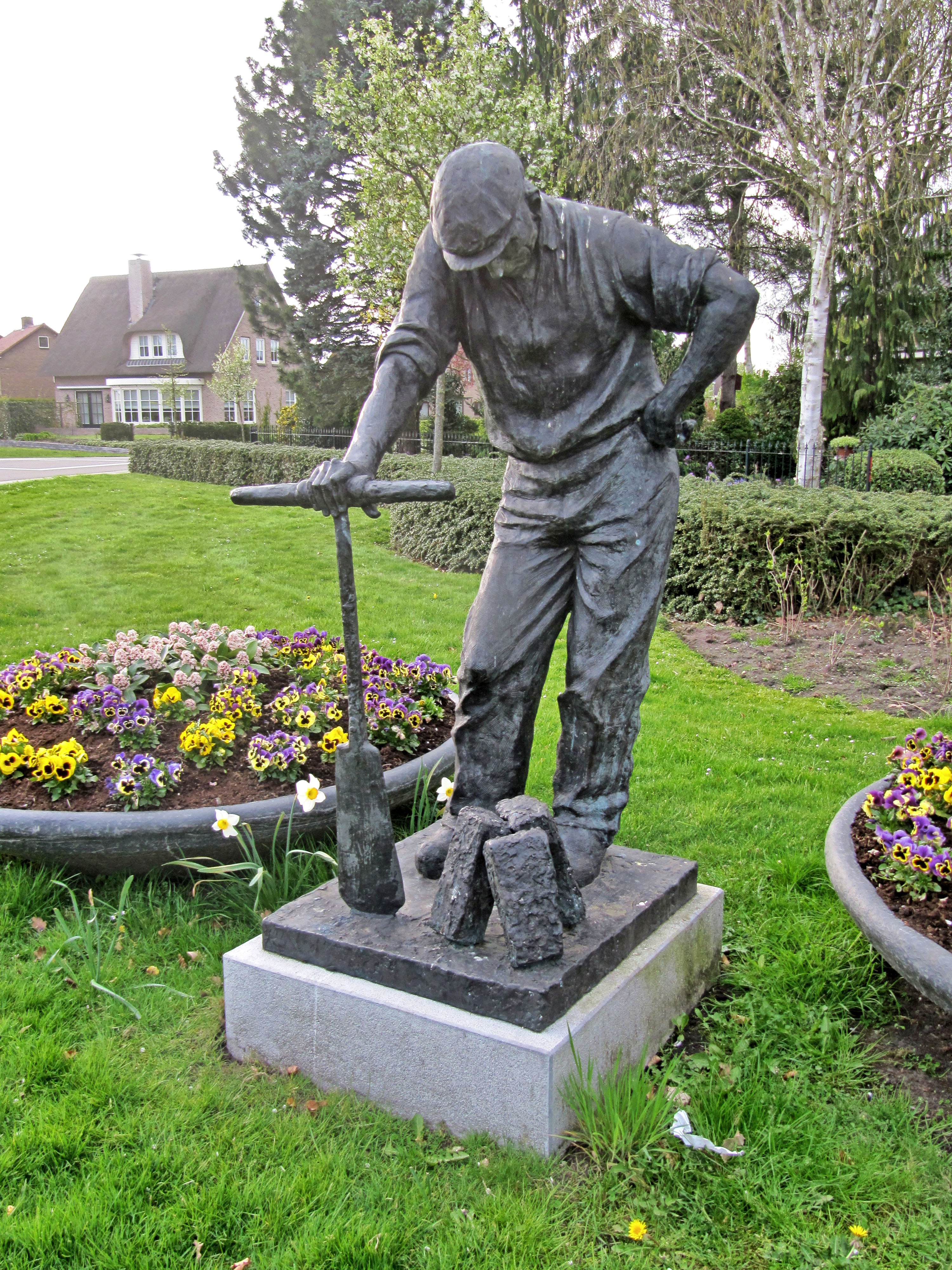
De Turfsteker
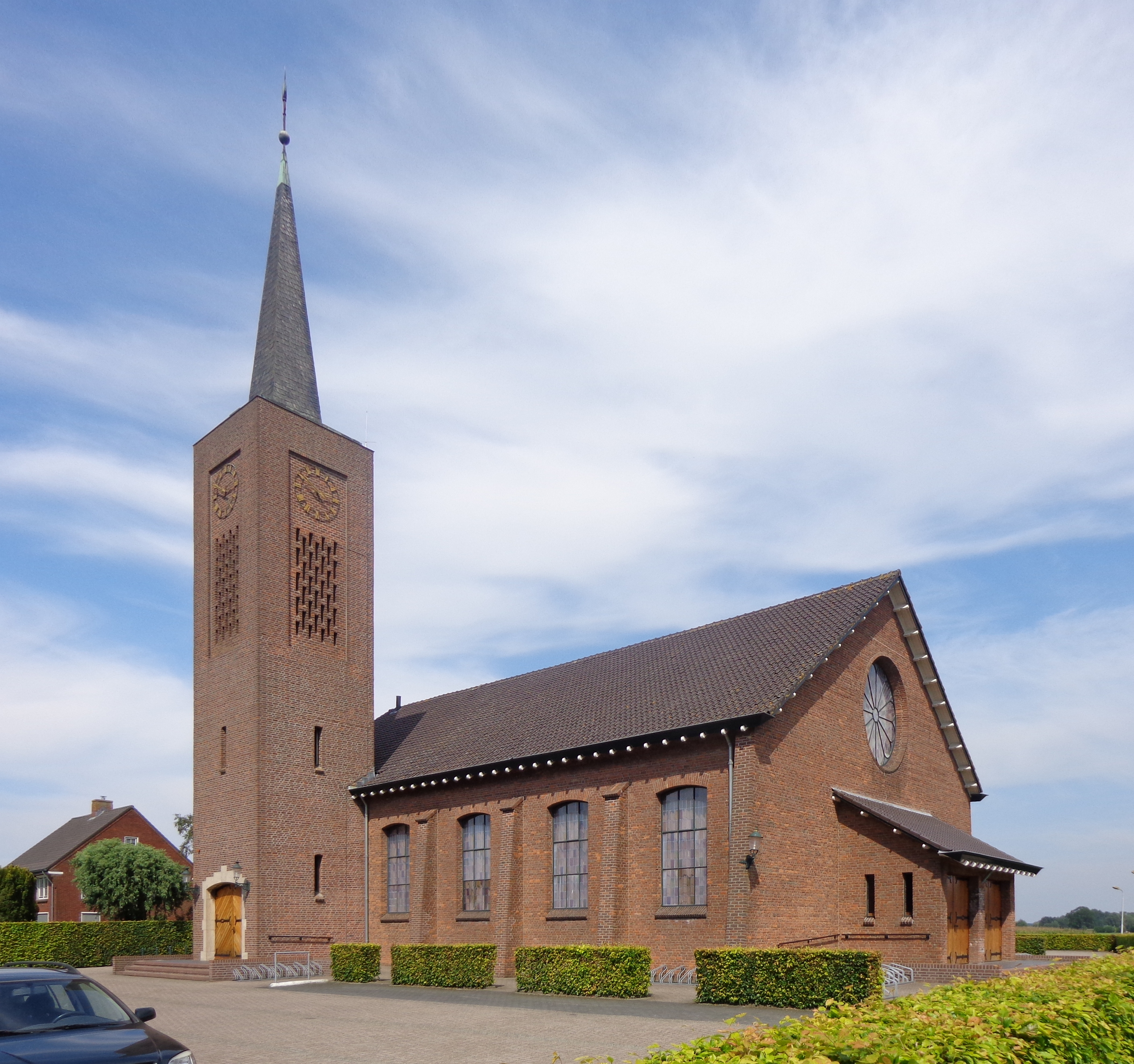
Hervormde kerk
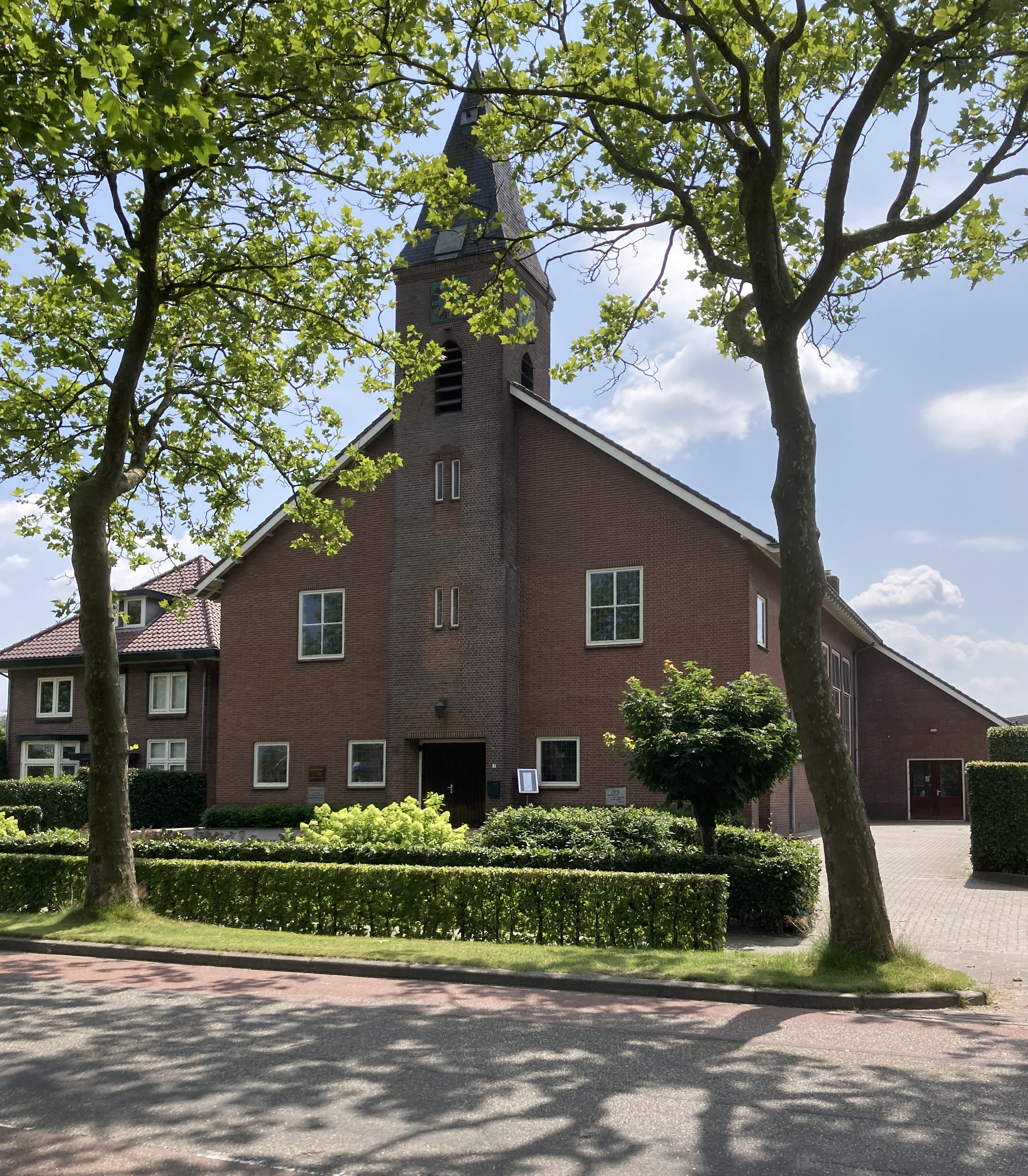
Gereformeerde kerk

## Bier
Door de nauwe banden met Terschuur is er in 2011 een eigen bier gemaakt, het Terbroeks bier. 

## Varia
De els komt in het dorp veel voor. De boom gedijt hier goed in de vochtige, humusrijke zandgronden.